# Азербайджанські казки

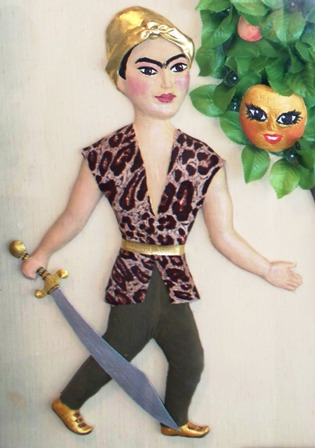
Мелік Мамед — головний герой однойменної азербайджанської казки

Азербайджанські казки — твори усної творчості азербайджанського народу. Вони різноманітні за змістом і багаті за формою. В азербайджанських казках відбилося минуле азербайджанського народу, його духовно-моральні та суспільно-філософські погляди. Лейтмотив низки чарівних казок (таких як «Сіман») складають боротьба проти місцевих та іноземних гнобителів. Казки донесли до наших днів найдавніші народні традиції і звичаї. В них зображені картини природи Азербайджану, його зелені луки і пасовища, величні гори, дзюркотливі річки, квітучі сади багато іншого.

## З історії азербайджанських казок

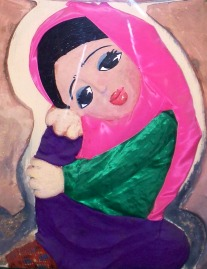
Гекчек Фатма — одна з головних героїнь азербайджанських казок

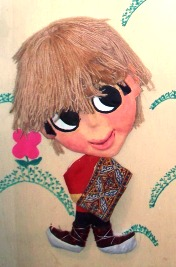
Джиртдан — один з головних героїв азербайджанських казок

Фантастичні мотиви азербайджанських народних казок простежуються в деяких епізодах огузького героїчного епосу «Кітабі дєдє Коркут» («Книга мого діда Коркута»).

## Персонажі казок азербайджанських
Найпопулярнішим серед дітей в Азербайджані позитивним казковим героєм є Джиртдан, що в перекладі з азербайджанської мови означає — маленький, карликовий. Про Джиртдана, якого вирізняє національна своєрідність, кмітливість, сміливість і хоробрість, вигадано чимало казок. Він може бути одночасно і ледарем, змушуючи інших сільських хлопчаків нести його на спині в ліс, вирушаючи по дрова, але може бути також дуже сміливим, зустрівши іншого популярного персонажа азербайджанських казок — Дева (чудовисько, велетень). Під час зустрічі з Девом, маленький Джиртдан демонструє левову відвагу і хоробрість, і виявляється найсміливішим і найспритнішим серед інших дітлахів.

## Види азербайджанських казок
За своєю суттю і за змістом азербайджанські казки умовно поділяються на три види: «казки про тварин», «казки про простих людей» і «чарівні казки».
Казки зі світу тварин в азербайджанському фольклорі порівняно нечисленні. За дійовими особам вони поділяються на дві основні групи: казки, всі персонажі яких — тварини, і казки, в яких беруть участь люди та тварини. Ці казки в більшості своїй дуже короткі, повчальні і дотепні. У них, як і в байках, під тваринами маються на увазі люди. Улюблений прийом таких казок — протиставлення двох алегоричних образів: лисиці — вовку, шакала — півневі, ведмедя — леву тощо..

## Азербайджанські казки за кордоном
За ініціативою посольства Азербайджану в Німеччині в берлінському видавництві «Verlag Dr. Koster» побачило світ друге видання книги «Азербайджанські народні казки». Авторкою і перекладачкою книги є австрійська азербайджанознавчиня Ліліана Грімм, перше знайомство з Азербайджаном якої відбулася на виставці азербайджанських художників у Відні. До книги увійшло сімнадцять азербайджанських народних казок і притча Абдулли Шаїга «Паломництво лисиці».

## Персонажі
| - Джиртдан |  | - Тик-тик Ханим |  | - Тепегез |  | - Мелік-Мамед |  | - Овчи-Пірим |  | - Гекчек Фатма |